# كيلي كيتس
كيلي كيتس (بالإنجليزية: Kelly Cates)‏ هي مقدمة تلفزيونية بريطانية، ولدت في 28 سبتمبر 1975 في غلاسكو في المملكة المتحدة.